# Just Visiting
Just Visiting (Les Visiteurs en Amérique na França, Brasil: Os Viajantes do Tempo / Portugal: Visitantes na América) é um filme de comédia de 2001, uma refilmagem do filme francês Les Visiteurs, também serve como um spin-off do filme original e sua continuação, Les Visiteurs 2. É estrelado por Jean Reno, Christina Applegate, Christian Clavier, Malcolm McDowell, Tara Reid, e Bridgette Wilson. Filme conta a história de um cavaleiro medieval e seu servo que viajam para a Chicago do século XXI, encontrando a descendente do cavaleiro. Embora o segundo filme tem um enredo diferente, ele ainda é considerado uma parte oficial da série.

## Sinopse
A história de fundo tem lugar no século XII na Inglaterra medieval, onde o Senhor Thibault pretende se casar com a princesa Rosalind, a filha do rei reinante. No banquete de casamento, um inimigo dá a Thibault uma poção que o faz alucinar, e sob a sua influência, mata sua própria noiva (ao invés de seu pai, como na versão francesa), acreditando que ela é um monstro feroz. Embora sob sentença de morte, pede ajuda a um mágico para lhe dar um medicamento que vai mandá-lo de volta para o momento antes de matar a princesa Rosalind. O mágico incompetente erra o feitiço, e em vez disso, Thibault e seu servo são enviados para o século XXI.
Eles acabam em um museu em Chicago, onde são presos pela polícia. Eles são resgatados por Julia Malfete (Christina Applegate), uma funcionário do museu que se assemelha a princesa Rosalind. Ela acha que Thibault é o seu parente que se afogou enquanto praticava iatismo anos antes. Logo Thibault descobre que Julia é parte de sua família e percebe que deve voltar ao século XII para corrigir o passado. Julia apresentá-los ao estilo moderno de vida americano, onde normas da época medieval não se aplicam mais. Antes do retorno a seu tempo, Thibault decide proteger Julia de seu dinheiro de seu noivo Hunter (Matt Ross). Enquanto isso, seu servo André se apaixona por uma linda jardineira, Angelique (Tara Reid), que lhe apresenta com o mundo de direitos iguais para todas as pessoas.
O mágico percebe seu erro e decide viajar no tempo para o futuro para ajudar Thibault. Depois que encontra-lo, com sucesso preparar uma poção para voltar ao passado. Hunter decidir descobre e tenta interferir em seus planos, mas Julia descobre suas verdadeiras intenções e rompe com ele. Antes de sair, Thibault diz a Julia que ela vai encontrar um novo e melhor namorado. Então ele e o mágico bebem a poção e voltar ao passado, pouco antes da morte da princesa Rosalind. Hunter encontra o resto da poção para enviá-lo para o século XII, onde é capturado.

## Elenco
- Jean Reno .... Thibault
- Christian Clavier .... Andre
- Christina Applegate .... Princesa Rosalind / Julia
- Tara Reid .... Angelique
- Matt Ross ... Hunter
- Bridgette Wilson .... Amber
- Malcolm McDowell .... O Mago
- John Aylward .... Byron
- George Plimpton .... Dr. Brady
- Alexis Loret .... François

## Bilheteria
O filme estreou em #12 nas bilheterias norte-americanas fazendo 2 272 489 dólares em sua semana de estreia.

## Recepção
Geralmente o filme recebeu críticas negativas. Rotten Tomatoes dar ao filme uma pontuação de 33%, com base em comentários de 78 críticos.